# Sjöfn
Sjöfn (též Sjofna) je v severské mytologii bohyní zalíbení a zamilovaných. Je jednou ze společnic Friggy. Její jméno pochází ze staré islandštiny, kde sjafni znamená láska.
Pečovala o zamilované, starala se o manželství (obzvláště uklidněním nesvárů). Spadají pod ni zalíbení mnoha typů – mezi partnery, mezi dětmi a jejich rodiči, mezi kolegy – není ale bohyní romantické lásky jako Freya. Zejména je ochranitelkou dětí a jejich rodičů a prvních lásek během dospívání.
Je zmiňována v Eddě a ve třech kenninzích používaných ve skaldské poezii. Pro nedostatek podkladů je ale Sjöfn předmětem sporů; podle jedné z teorií by mohla být jen pseudonymem Friggy.